# Individual Thought Patterns
Az Individual Thought Patterns az amerikai Death ötödik nagylemeze, mely 1993-ban jelent meg.
A lemez tovább folytatja a Human vonalát, vagyis death metal alapokon nyugvó progresszív metal muzsikát tartalmaz. Chuck mellett a másik gitáros Andy LaRocque lett, aki King Diamond zenekarában vált underground gitárhőssé. Steve DiGiorgio mellett Gene Hoglan szolgáltatta a komplex, gyakran jazzbe váltó ritmusokat. A The Philosopher dalra készült videóklip. A korong kiváló fogadtatásban részesült, a Metal-Rules weboldal extrém metal listáján is előkelő helyet foglal el.

## Számlista
1. "Overactive Imagination" – 3:28
2. "In Human Form" – 3:55
3. "Jealousy" – 3:39
4. "Trapped in a Corner" – 4:11
5. "Nothing Is Everything" – 3:16
6. "Mentally Blind" – 4:45
7. "Individual Thought Patterns" – 4:00
8. "Destiny" – 4:04
9. "Out of Touch" – 4:19
10. "The Philosopher" – 4:10

## Zenészek
- Chuck Schuldiner – gitár, ének , producer
- Andy LaRocque – gitár
- Steve DiGiorgio – Fretless basszusgitár
- Gene Hoglan – dob
- Scott Burns – Producer